# Ockraryggig hackspett
Ockraryggig hackspett (Celeus ochraceus) är en fågel i familjen hackspettar inom ordningen hackspettartade fåglar.

## Utseende
Ockraryggig hackspett är en distinkt hackspett med sotfärgad undersida, kontrasterande gräddfärgat huvud och kraftigt fläckad ovansida. Noterbart är även kanelbeige tvärband på undergump och flanker. Hanen har ett rött mustaschstreck.

## Utbredning och systematik
Ockraryggig hackspett återfinns i nedre delen av Amazonområdet i Brasilien (söder om Amazonfloden i Pará) samt i nordöstra Brasilien, från Maranhão söderut till norra Goías och österut till Ceará, Pernambuco och västra Bahia. Tidigare behandlades den som underart till blondspett (C. flavescens).

## Levnadssätt
Ockraryggig hackspett hittas i savann och buskskog (caatinga), skogsbryn och galleriskog. Där ses den i par eller familjegrupper.

## Status och hot
Arten har ett stort utbredningsområde, men tros minska i antal, dock inte tillräckligt kraftigt för att den ska betraktas som hotad. Internationella naturvårdsunionen IUCN listar arten som livskraftig (LC).